# Kuba na Letnich Igrzyskach Olimpijskich 1924
Kubę na Letnich Igrzyskach Olimpijskich1924 reprezentowało 9 zawodników (sami mężczyźni).

## Skład reprezentacji

### Szermierka
- Ramón Fonst - floret - odpadł w półfinałach
- Ramíro Mañalich - floret - odpadł w eliminacjach
- Eduardo Alonso - floret - odpadł w eliminacjach
- Salvador Quesada - floret - odpadł w eliminacjach
- Ramón Fonst, Salvador Quesada, Osvaldo Miranda, Eduardo Alonso, Alfonso López, Ramíro Mañalich - floret drużynowo - odpadli w ćwierćfinałach

### Żeglarstwo
- Enrique Conill, Pedro Cisneros, Antonio Saavedra - klasa 6 metrów - 9. miejsce